# 金蟾桂
金蟾桂，中國清朝武官官員，江蘇松江府华亭县（今属上海市）人。

## 生平
乾隆十三年（1748年）戊辰科武進士出身。歷官金門鎮標右營守衛、福建水師提標後營遊擊，乾隆三十五年（1770年）任督標水師營參將，護理閩安協副將，乾隆三十八年（1773年）升福建台灣協水師副將。乾隆四十年（1775年）升福建金門鎮總兵。乾隆四十七年（1782年）任福建台灣鎮總兵。次年，則因無法制止漳泉械鬥遭閩浙總督富勒浑彈劾，革職查辦。